# Henri Lhote

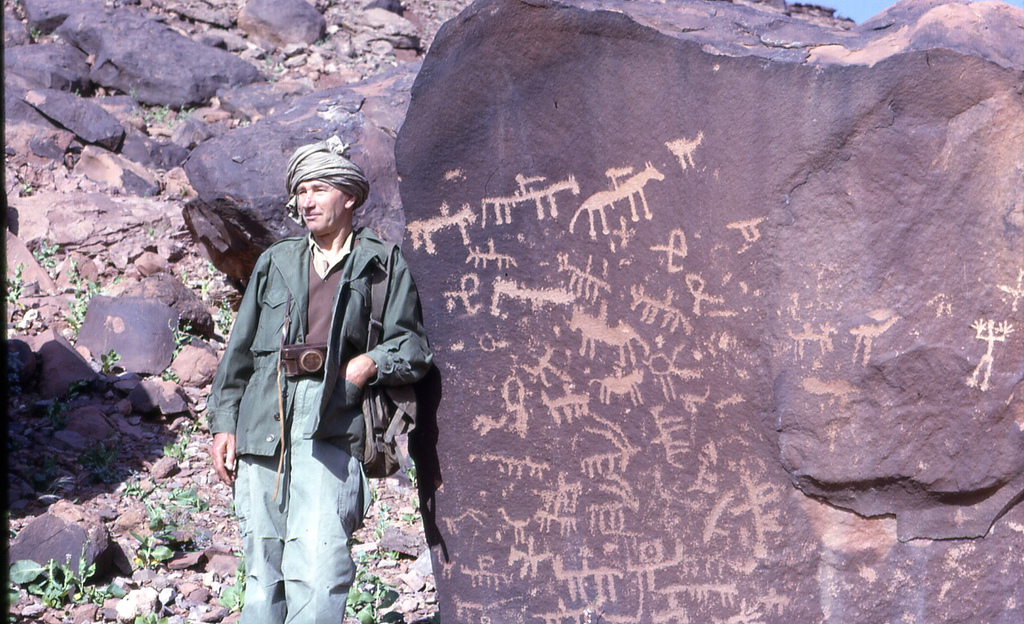
Henri Lhote (Dezember 1967)

Henri Lhote (* 16. März 1903; † 26. März 1991) war ein französischer Schriftsteller, Forschungsreisender, Ethnograph und „Experte für prähistorische Höhlen-Kunst“. Ihm wird die Entdeckung „wichtiger Höhlenmalereien“ zugeschrieben, benannt als Montage von 800 oder mehr großartigen Werke der primitiven Kunst in unzugänglichen Regionen am Rande der Wüste Sahara. Lhote gilt als Vertreter der Prä-Astronautik (Paläo-SETI) und prähistorischer Kunst. In dieser Hinsicht werden Bildnisse menschenähnlicher Gestalten gedeutet.

## Forschungen im Oued Djerat

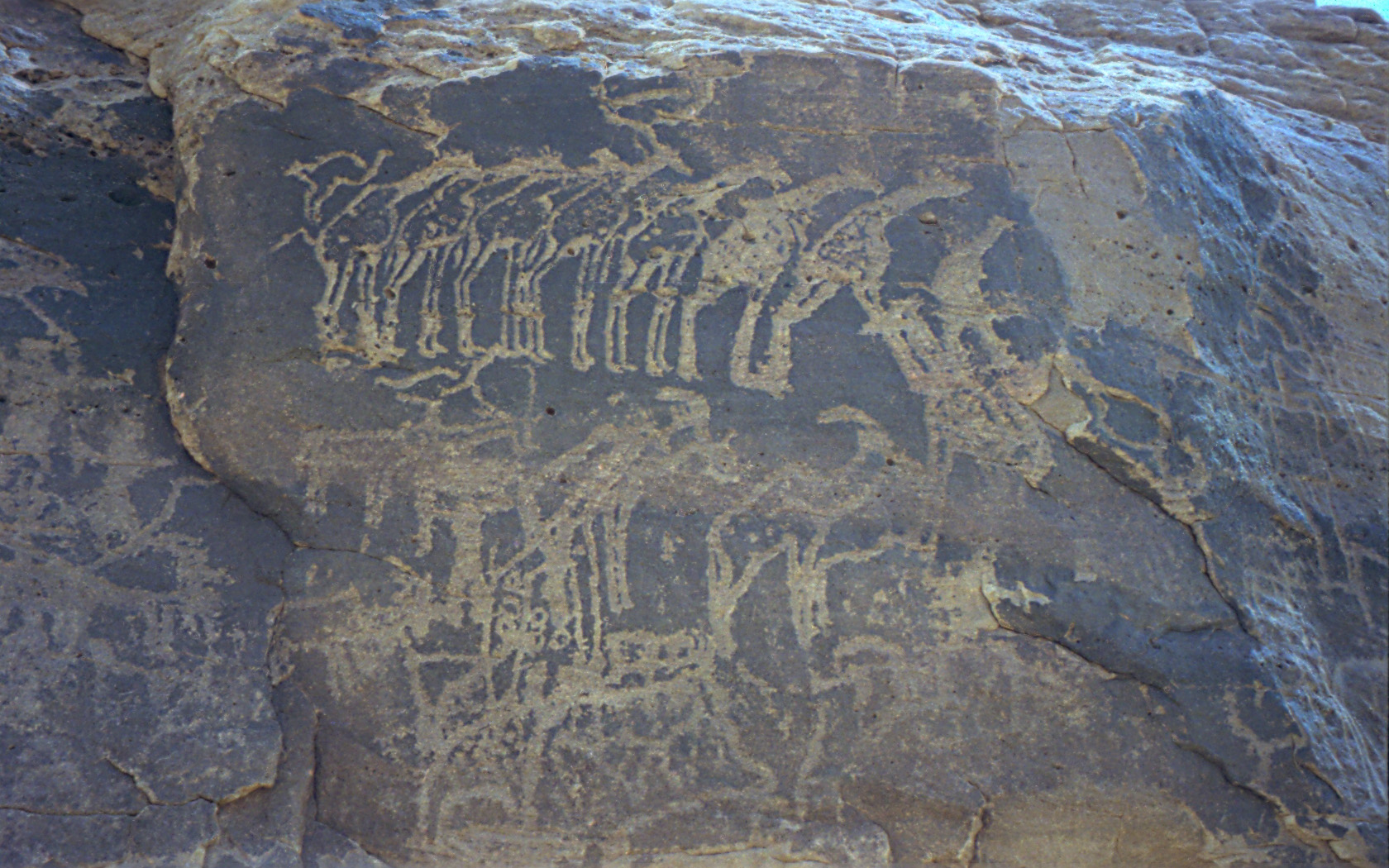
Felsritzung mit Giraffen und anderen Tieren

1934 machte der französische Offizier Brenans im Wadi des Oued Djerat mit seiner Militärtruppe Rast und entdeckte in dieser – heute völlig unfruchtbaren Gegend – Felsbilder, die auf eine Zeit hoher Fruchtbarkeit schließen ließen. So waren in dem Felstal Bildnisse großer Tiere zu sehen, beispielsweise Elefanten, Giraffen, Nashörner, Krokodile oder Flusspferde. Lhote, ein Schüler des französischen Prähistoriker und katholischen Priesters Henri Breuil (Begründer der Erforschung von Fels- und Höhlenbildern und Grundlagengeber für die Chronologie der Altsteinzeit), war zeitgleich in Algerien und hörte von der Entdeckung. Er traf Brenans bei Djanet, und ließ sich nach dessen Unterrichtung über die Erkundungen auf ein weites Feldforschungsprojekt ein. Dabei entdeckte er mehr als 800 Bildnisse, von denen viele später mittels Maler und Fotografen festgehalten wurden. Etliche der Bilder wurden in den Jahren 1957 und 1958 anlässlich einer Ausstellung im Musée des Arts décoratifs in Paris mit hoher Aufmerksamkeit bedacht. Voll des Lobes war André Malraux, der von einer klar strukturierten Ausstellung sprach, die in die Geschichte eingehen würde.
Die bedeutendsten Fundstätten außerhalb des Tassili n'Ajjer liegen im Niger. Es handelt sich dabei um die Felstäler Anakom und Tankom am Ostrand des Aïr, sowie Tezirzait am Nordost-Rand des Adrar Tamgak, Iwelen und Dabous.
Henri Lhote unternahm anschließend weitere Expeditionen, bevor er an das CNRS ging und die Leitung der Abteilung Prähistorische Kunst des ebenfalls in Paris ansässigen Musée de l’Homme übernahm.

## Prä-astronautische Elemente
Nach grundlegenden Forschungen stellte Lhote die Hypothese auf, dass die humanoiden Zeichnungen Außerirdische darstellen. Fremde Intelligenzen hätten vor langer Zeit die Erde besucht und die Entwicklung der Menschheit entscheidend beeinflusst. Wegen ihrer hohen technischen Überlegenheit seien diese Astronauten von den Urmenschen für Götter gehalten worden. Die Boulevardpresse gab dem viel Aufmerksamkeit. Das Buch, The Search for the Tassili Frescoes: The story of the prehistoric rock-paintings of the Sahara (zunächst in Frankreich 1958 erschienen, 1959 dann in England) erwähnt den Jabbaren, eine Figur der Dimension eines Marsianer-Gottes. Gemäß der Encyclopædia Britannica entdeckte Lhote 1956 bereits Tanzszenen, die den Jahren um 6000 bis 4000 v. Chr. zugeschrieben werden sollten. Die Massenmedien gaben der Nahbegegnung der dritten Art hinreichend Lesestoff.